# 17 de febrer
El 17 de febrer és el quaranta-vuitè dia de l'any del calendari gregorià. Queden 317 dies per a finalitzar l'any i 318 en els anys de traspàs.

## Esdeveniments
Països Catalans
- 1837 - Bunyol (Foia de Bunyol): els carlins vencen en la batalla de Bunyol durant la primera guerra carlina.
- 1902 - Barcelona: s'hi declara una vaga general en què participen 100.000 obrers.
- 1929 - Barcelona: S'instal·la un servei de fotos ràpides, el primer fotomaton, al carrer de Pelai.[1]
- 1937 - Es crea a Catalunya el Servei de Biblioteques del Front, per al temps de lleure o de convalescència dels soldats.[2]
- 1949 - Barcelona: les autoritats franquistes afusellen els militants del PSUC Joaquim Puig i Pidemunt, Angel Carrero Sancho, Pere Valverde Fuentes i Numen Mestre Ferrando.[3]
- 1987 - Barcelona: El rector de la UAB la clausura per l'ocupació del rectorat pels estudiants.
- 1993 - Catalunya: el Parlament de Catalunya declara Els Segadors l'himne oficial de Catalunya.

Resta del món
- 364 - Tíana (Àsia Menor): l'emperador Jovià mor en circumstàncies sospitoses, a la seva tenda, de tornada a Constantinoble, finalitzant un regnat de només 8 mesos.
- 1454 - el duc de Borgonya, Felip el Bo, i la seva cort presten el Jurament del Faisà.[4]
- 1720 - La Haia (Províncies Unides): se signa el Tractat de la Haia de 1720 que va posar fi a la Guerra de la Quàdruple Aliança.
- 1974 - Madrid: El FC Barcelona guanya 0-5 al Reial Madrid a l'Estadi Santiago Bernabéu[5]
- 2008 - Kosovo es declara independent de Sèrbia.

## Naixements
Països Catalans
- 1741 - Torà, bisbat de Solsona: Rafael Nuix, teòleg jesuïta (m. 1802).
- 1900 - Barcelona: Paulina Crusat, escriptora, traductora i crítica literària catalana en llengua castellana.[6]
- 1921 - Barcelona: Paulina Andreu, pallassa i domadora eqüestre catalana que treballà en el circ (m. 2020).[7]
- 1924 - Barcelona: Raimon Carrasco i Azemar, empresari català, fill de Manuel Carrasco i Formiguera (m. 2022).[8]
- 1933 - Sabadell: Josep Molins i Montes, atleta català (m. 2023).
- 1947 - Sabadell: Xavier Vinader i Sánchez, periodista català, expert en extrema dreta i crim organitzat (m. 2015).
- 1951 - Bell-lloc d'Urgell: Teresa Cunillera i Mestres, política catalana; delegada del Govern Espanyol a Catalunya des de 2018.[9]
- 1958 - Burjassot: Josefa Andrés Barea, infermera i política valenciana
- 1953 - Ribes de Freser: Eudald Carbonell i Roura, arqueòleg català.
- 1973 - Taradell: Lluís Codina Codina, futbolista del Gimnàstic de Tarragona entre altres equips.
- 1982 - Igualada, Anoia: Susanna Castilla Martínez, jugadora d'hoquei sobre patins catalana.[10]
- 1993 - 
  - Cervera, Segarra: Marc Márquez i Alenta, pilot català de motociclisme.
  - Mataró: Marta Bach i Pascual, jugadora catalana de waterpolo.

Resta del món
- 624 - Guangyuan (Xina): Wu Zetian (624-705), emperadriu xinesa.[11]
- 1643 - Saint Pol de Léon (França): Jean de Fontaney, jesuïta francès, matemàtic, astrònom, missioner a la Xina (m. 1710).[12]
- 1755 - Rhode Island: Catharine Littlefield Greene, inventora americana de la desmotadora (m. 1814).[13]
- 1781 - Quimper, França: René Laennec, metge i científic bretó, inventor de l'estetoscopi (m. 1826).
- 1789 - Seraing, Principat de Lieja: Mathieu Brialmont, militar francès, neerlandès i belga i ministre belga.
- 1820 - Verviers (Bèlgica): Henri Vieuxtemps, compositor belga (m. 1881).[14]
- 1821 - Comtat de Sligo, Irlanda: Lola Montez, comtessa de Landsfeld, ballarina i actriu, cortesana i amant de Lluís I de Baviera (m. 1861).[15]
- 1837 - Madrid: Joaquina García Balmaseda, actriu, periodista, poeta, comediògrafa i escriptora espanyola (m. 1911).[16]
- 1874 - Nova York: Ida Helen Ogilvie, geòloga estatunidenca (m. 1963).[17]
- 1877 - Suïssa: Isabelle Eberhardt, jove escriptora que adoptà la vida nòmada de les tribus beduïnes, a finals del S. XIX (m. 1904).[18]
- 1888 - Zory, Alemanya (actualment Polònia): Otto Stern, físic alemany, Premi Nobel de Física de 1943 (m. 1969).[19]
- 1899 - Filadèlfia, Estats Units: Marian Anderson, contralt estatunidenca (m. 1993).[20]
- 1903 - Iran: Sadik Hidayat, escriptor revolucionari iranià.
- 1905 - Budapest: Rózsa Péter, matemàtica hongaresa (m. 1977).[21]
- 1907 - Melbourne: Marjorie Lawrence, soprano dramàtica australiana (m. 1979).[22]
- 1909 - Austin: Gertrude Abercrombie, artista pintora americana, adscrita al corrent surrealista (m. 1977).[23]
- 1914 - Worcester, Massachusetts, Estats Units: Arthur Kennedy, actor estatunidenc.
- 1926 - Viena (Àustria): Friedrich Cerha, compositor, violinista i director d'orquestra austríac.[14]
- 1928 - Tulsa, Oklahoma: Beverly Willis, arquitecta nord-americana.[24]
- 1930 - Londres, Anglaterra: Ruth Rendell, escriptora anglesa (m. 2015).[25]
- 1936 - Puerto Bermejo, Argentina: Rodolfo Almirón, policia i activista ultradretà argentí.
- 1937 - Wuppertal: Rita Süssmuth, política alemanya; ha estat ministra i presidenta del Bundestag alemany.[26]
- 1955 - Gaomi, Shandong (Xina): Mo Yan, novel·lista xinès, Premi Nobel de Literatura 2012.[27]
- 1961 - Moscou, URSS: Andrei Korotàiev, antropòleg, economista, historiador i sociòleg rus.
- 1962 - Mickleover, Anglaterra: Alison Hargreaves, alpinista britànica, coronà l'Everest sense oxigen suplementari (m. 1995).[28]
- 1963 - Brooklyn, Nova York (EUA): Michael Jordan, exjugador de basquetbol estatunidenc, considerat el millor jugador de bàsquet de la història.[29]
- 1967 - Junín, Argentina: Leila Guerriero, periodista i escriptora argentina.[30]
- 1972 - Oakland, Califòrnia, Estats Units: Billie Joe Armstrong, guitarrista i cantant del grup musical Green Day.
- 1981
  - Los Angeles, Califòrnia, Estats Units: Joseph Gordon-Levitt, actor estatunidenc.
  - Manhattan, Nova York, EUA: Paris Hilton, actriu, cantant i model estatunidenca.
- 1984 - 
  - Metz: Julia Cagé, economista francesa especialitzada en economia del desenvolupament, economia política i història econòmica.[31]
  - Ourense, Galícia: Támara Echegoyen Domínguez, regatista gallega, guanyadora d'una medalla olímpica d'or.[32]
- 1991 - Londres: Bonnie Wright, actriu anglesa, coneguda pel seu paper de Ginny Weasley a les pel·lícules de Harry Potter.[33]

## Necrològiques
Països Catalans
- 1901 - París (França): Carles Casagemas i Coll, pintor català (n. 1880).
- 1949:
  - Barcelona: Joaquim Puig i Pidemunt, polític i sindicalista català (n. 1907).[3]
  - Barcelona: Angel Carrero Sancho, militar i polític català (n. 1917).[3]
  - Barcelona: Numen Mestre i Ferrando, militar, militant del PSUC (n. 1923).[3]
  - Barcelona: Pere Valverde Fuentes, polític català, militant del PSUC (n. 1915)[3]
- 1964 - Tolosa de Llenguadoc: Maria Baldó i Massanet, mestra, feminista, folklorista i política liberal, primera directora de l'escola La Farigola (n. 1884).[34]
- 1976 - Barcelona: Clementina Arderiu i Voltas, poetessa catalana.[35]
- 1996 - Barcelona: Hertha Frankel, ballarina i marionetista nascuda a Àustria i instal·lada a Espanya (n. Viena 1913 o 1914).[36]
- 2022 - Martín Luis Quirós Palau, metge i polític, diputat a les Corts Valencianes en la III, IV i V Legislatures (n. 1929).

Resta del món
- 1673 - París, França: Molière, dramaturg i actor francès (n. 1622).
- 1694 - París: Antoinette du Ligier de la Garde Deshoulières, poetessa i filòsofa francesa (n. 1638).[37]
- 1825 - Nàpols: Maria Angela Ardinghelli, traductora, matemàtica, física italiana (n. 1728).[38]
- 1847 - Palerm: Giuseppina Turrisi Colonna, poetessa civil i revolucionària siciliana i gran erudita (n. 1822).[39]
- 1856 - París (França): Heinrich Heine, poeta alemany (n. 1797).[40]
- 1946 - París: Dorothy Gibson, actriu de pel·lícules mudes americanes (n. 1889).[41]
- 1947 - París: Elena Văcărescu, escriptora romanesa-francesa, veritable propagadora de la cultura romanesa al món (n. 1864).[42]
- 1967 - Chaclacayo (Perú): Ciro Alegría, escriptor i periodista peruà (n. 1909).
- 1970 - Jerusalem: Xemuel Yossef Agnon, escriptor israelià, Premi Nobel de Literatura de l'any 1966 (N. 1888).
- 1978, Roma: Luisa Banti, arqueòloga i historiadora de l'art italiana especialitzada en les civilitzacions etrusca i minoica.[43]
- 1982 - Nova York, Estats Units: Lee Strasberg, actor estatunidenc (n. 1901).
- 1986 - Ojai, Califòrnia: Jiddu Krishnamurti, filòsof, orador i escriptor (n.1895).
- 1989 - Changsha (Xina): Mo Yingfeng escriptor i guionista xinès (n. 1938).[44]
- 1998 - Küsnacht, Suïssa: Marie-Louise von Franz, psicòloga i erudita junguiana suïssa.[45]
- 2000 - Samedan, Suïssa: Selina Chönz, autora suïssa de llibres infantils en romanx engiadinès (n. 1910).[46]
- 2020 - Madrid: María Moreno Blasco, pintora espanyola realista (n. 1933).[47]

## Festes i commemoracions
- Fugida a Egipte del Senyor

### Santoral[48]

#### Església Catòlica[49]
- Sants al Martirologi romà (2011): Bonós de Trèveris, bisbe (347); Fintan de Chuainednech, abat (ca. 440); Mesrop d'Armènia, lector (ca. 440); Flavià de Constantinoble, patriarca (ca. 450): Finnian de Lindisfarne, abat i bisbe (661); Silví d'Auchy, bisbe (720); Constable de Cava abat (1124); els Set Sants Fundadors, entre ells sant Aleix Falconieri, de l'orde dels Servents de Maria o servites (segle xiii); Evermod, Isfrid i Ludolf de Ratzeburg, bisbes (1178-1240).
  - Beats al Martirologi romà (2011): Luca Belludi, franciscà (1285); Maties Shobara Txizaemon, màrtir a Hiroshima (1624); Pere Yu Chõng-nyul, màrtir a Corea (1866); Anton Leszczewicz, prevere màrtir (1943).
- Sants que no figuren al Martirologi romà: Crisancià d'Aquileia, màrtir; Faustí i 44 màrtirs de Roma; Donat i Secundià de Concordia, màrtirs (304); Teòdulas i Julià de Cesarea, màrtirs (308); Loman de Trim (ca. 450); Pulcroni de Verdun, bisbe (ca. 470); Firmà d'Escòcia, bisbe; Forkern de Trim, eremita (s. VI); Habet-Deus, bisbe de Luna i màrtir (ca. 500); Guevrock de Ploudaniel, eremita (s. VI-VII); Euspici de Verdun, monjo a Micy; Benet de Càller, bisbe de Dolia (1112); Fulrad de Saint-Denís, benedictí.
- Beats que no figuren al Martirologi romà: Mazelí de Salzburg, abat (s. XI); Mangold d'Isny, abat (1100); William Richardson, prevere màrtir a Tyburn (1603).
- Venerables: Frowin de Salem, abat (1164).

#### Església Copta
- 10 Meixir: Jaume el Menor, apòstol; Just, fill de l'emperador Numerià, màrtir a Antinoe; Gregori l'Il·luminador, bisbe (325); Isidor de Pelúsion, monjo (451); Filó de Pèrsia, màrtir.

#### Església Apostòlica Armènia
- 28 Arac': Anuf, mestre de Pemó; Diodor, Claudià i Pàpies d'Atalia, màrtirs; Isidor de Pelúsion, monjo; Tarasi el Pastor, màrtir a Cilícia.

#### Església Ortodoxa (segons el calendari julià)
- Se celebren els corresponents a l'1 de març del calendari gregorià.

#### Església Ortodoxa (segons el calendari gregorià)
Corresponen als sants del 4 de febrer del calendari julià.
- Sants: Jador i Isidor, màrtirs sota Deci (ca. 250); Fileas de Tmuis i Filorom el Magistrat, màrtirs (303); Talaleu, màrtir; Teodosi el Just; Abraham d'Arbela, bisbe (345); Joan d'Irenòpolis, bisbe (s. IV); Isidor de Pelúsion, eremita; Nicolau Estudita, abat (868); Avraamij i Koprij de Petxengsk (s. XV); Jordi de Vladímir, príncep (1238); Dositea de Moscou, reclosa (descobriment de les relíquies, 1810); Ciril de Novoezersk, monjo (1532); Josep d'Alep, màrtir (1686); Metodi de Petropavlovsk, màrtir (1921); Nikolaij, Nikolaij, Eustafij, Fiodor, Aleksandr i companys màrtirs (1938).

##### Església Ortodoxa Grega
- Jasim, el Taumaturg, monjo; Teoctist, màrtir.

##### Església Ortodoxa de Geòrgia
- Evagri Mgwimeli, monjo (s. VI).

#### Esglésies luteranes
- Johann Heermann, rector i poeta (Església Evangèlica d'Alemanya) (1647).

#### Anglicanisme
- Janani Luwum, arquebisbe d'Uganda, màrtir (1977)